# Eudoliche
Eudoliche is een geslacht van vlinders van de familie spinneruilen (Erebidae), uit de onderfamilie Arctiinae.

## Soorten
- E. longa Schaus, 1905
- E. major Rothschild, 1913
- E. osvalda Schaus
- E. vittata Moeschler, 1877